# Praia do Cacupé
Praia do Cacupé is een strand in het noordwesten van het eiland Santa Catarina. Het is gelegen in de wijk Cacupé van de gemeente Florianópolis in het zuiden van Brazilië.
Het strand bestaat uit het gedeelte Cacupé Grande van 650 meter lang en het gedeelte Cacupé Pequeno van 1,8 kilometer lang.